# Arapahos
Pour les articles homonymes, voir Arapaho.
 (avril 2014).
Si vous disposez d'ouvrages ou d'articles de référence ou si vous connaissez des sites web de qualité traitant du thème abordé ici, merci de compléter l'article en donnant les références utiles à sa vérifiabilité et en les liant à la section « Notes et références ».
Les Arapahos (également appelés Arapahoes ou Gens de Vache en français) sont une tribu amérindienne. À l'époque de la colonisation européenne ils vivaient dans les plaines de l'est du Colorado et du Wyoming.
Dans les années 1850, les Arapahos forment deux tribus distinctes : les Arapahos du Nord et les Arapahos du Sud (en). Depuis 1878, les Arapahos du Nord vivent avec les Shoshones de l'Est dans la réserve indienne de Wind River dans le Wyoming et sont une tribu reconnue par le gouvernement fédéral des États-Unis. Les Arapahos du Sud vivent en Oklahoma où ils forment aussi, avec les Cheyennes du Sud, une tribu reconnue par le gouvernement fédéral.

## Historique

### Nations
L'anthropologue Alfred Louis Kroeber identifie cinq nations arapahos historiques originaires de la région des Grands Lacs. Il distingue approximativement du nord au sud :
- les Atsinas, aussi appelés Gros Ventres, locuteurs de l'atsina ; des groupes d'Atsinas méridionaux ont également parlé le dialecte besawunena aujourd'hui disparu ;
- les Besawunenas, principaux locuteurs du dialecte besawunena ;
- les Arapahos proprement dits, locuteurs de l'arapaho ;
- les locuteurs du dialecte ha'anahawunena aujourd'hui disparu ;
- les locuteurs du dialecte nawathinehena aujourd'hui disparu.

Les Besawunenas se distinguaient par leur dialecte et des traditions telles que la construction de huttes à sudation temporaires en forme de dôme similaires à celles des Algonquiens de la région des Grands Lacs. Ils ont sans doute quitté la région des Grands Lacs plus récemment que les autres nations Arapahos.
Excepté les Atsinas qui continuent de former une nation distincte, tous les Arapahos se regroupent en une seule nation avant la fin du XVIIIe siècle.
Les actuels Arapahos du Nord et du Sud se séparent au cours des migrations du XIXe siècle[précision nécessaire].

### Pré-contact

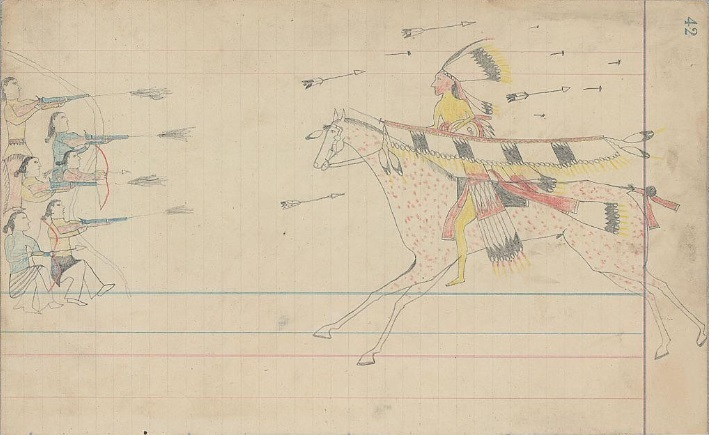
Guerrier arapaho affrontant un groupe de guerriers navajos ou pueblos. Dessin de 1880.

Les Arapahos étaient de proches alliés des Cheyennes et généralement des Sioux[Quand ?]. 
Une fois établi dans son nouveau territoire[Quand ?] le peuple a commencé à étendre sa présence sur les plaines par le commerce, la guerre et les alliances avec les autres tribus.
Ils formaient[Quand ?] avec les Cheyennes une enclave de langue algonquine dans l'Ouest. Les Arapahos du Nord habitent aujourd'hui sur la réserve indienne de Wind River au nord de Lander dans le Wyoming. Une partie du peuple Arapahos fut séparée du groupe et forma un peuple indépendant appelé « Atsinas » ou « Gros Ventres ».
Il semblerait que les Arapahos habitaient dans le Minnesota et le Dakota du Nord avant l'arrivée des Européens. L'expansion de ces derniers les aurait poussés vers l'ouest dans le Colorado, le Wyoming et le Kansas.

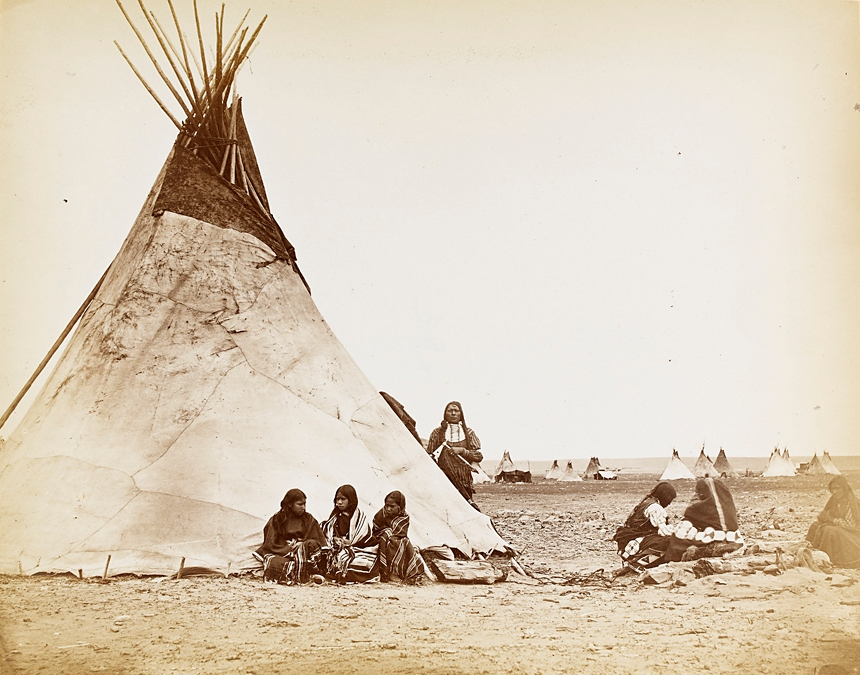
Camp arapaho vers 1870.

Les Arapahos vivaient dans des tipis en peau de bison. C'était un peuple d'agriculteurs qui cultivaient notamment le maïs. Avant d'être envoyés dans les réserves, ils migraient souvent en fonction des déplacements des troupeaux de bisons ; ils avaient donc conçu leurs tipis de manière à les transporter facilement. On a affirmé qu'un village entier pouvait plier bagage en seulement une heure.
À l'origine[Quand ?], ils utilisaient des chiens pour tirer des traîneaux (ou travois) portant leurs biens. Ils remplacèrent les chiens par des chevaux européens lorsqu’ils les découvrirent, ce qui leur a permis de tirer des charges plus importantes, de chasser plus de gibier, de voyager plus rapidement et sur de plus grandes distances. Plus tard, ils devinrent de grands commerçants en vendant des fourrures aux autres tribus et aux non-Indiens. Beaucoup pensent que le nom Arapaho vient du mot pawnee signifiant commerçants.
Les enfants pêchaient et chassaient souvent avec leurs pères pour se divertir.
Alors qu'ils avaient beaucoup plus de corvées que les Arapahos actuels, ils avaient encore le temps de pratiquer de nombreux jeux. Un de ces jeux consistait en un cerceau doté d'un filet et d'un bâton qu'il fallait lancer au centre du filet. On notera la similitude avec le jeu de fléchettes.

### Après le contact

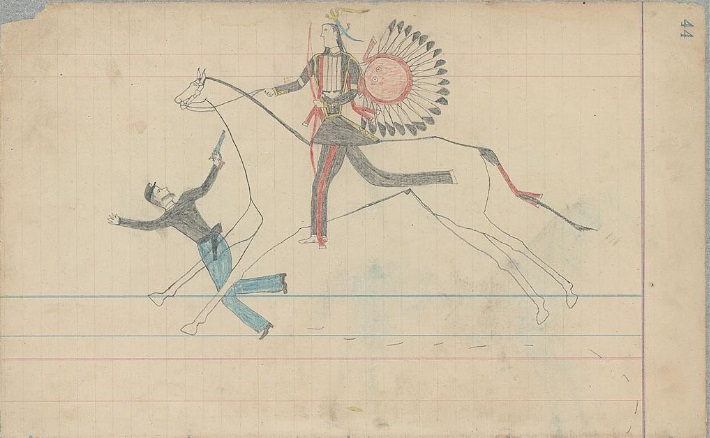
Guerrier arapaho combattant un soldat américain lors de la guerre de Red Cloud. Dessin de 1880.

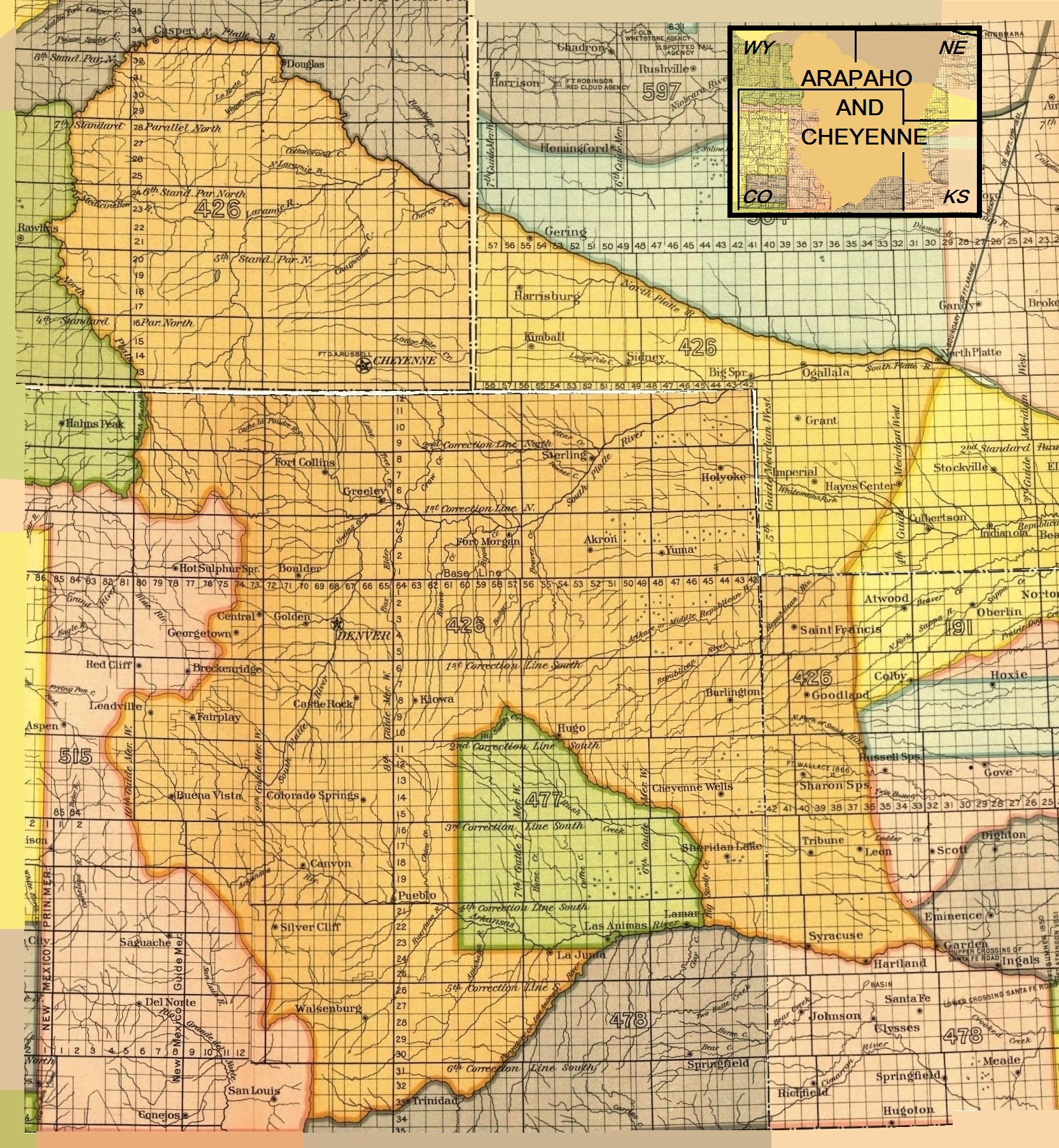
Territoires arapaho et cheyenne après le traité de 1851.

Lorsque les États-Unis ont placé la plupart des Indiens dans des réserves, un groupe d'Arapahos a été envoyé en Oklahoma. Ils partageaient la réserve avec les Cheyennes et les cultures cheyenne et arapaho ont évolué conjointement. Un autre groupe d'Arapahos s'est installé aux côtés des Shoshones de l'Est dans la réserve indienne de Wind River dans le Wyoming.
Le peuple Arapaho comporte environ 5 000 individus[Quand ?]. De nos jours, certains Arapahos se sont lancés dans les jeux de hasard et l'industrie des casinos. Certains possèdent leur propre casino ; on citera particulièrement le Arapaho Casino situé dans le Wyoming.

## Traditions

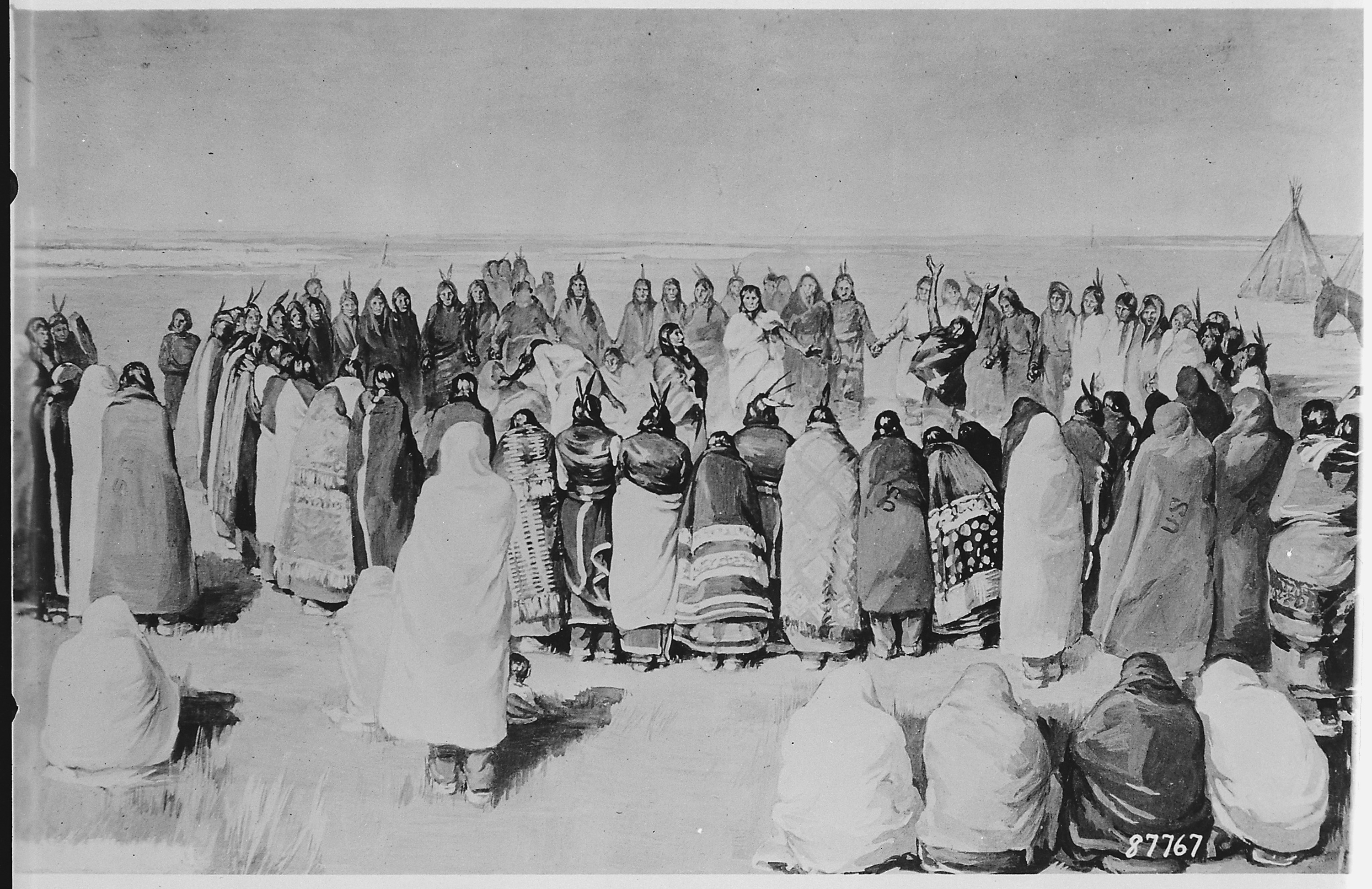
Ghost dance arapaho, 1900.

Le rituel arapaho de la Danse du Soleil est le plus complexe de tous ceux des Indiens des Plaines et les tortures volontaires que s’infligent les danseurs sont parmi les plus dures[réf. nécessaire]. À la différence de celle des Cheyennes, la Danse du Soleil arapaho se déroule à ciel ouvert autour de l’Arbre Sacré, comme celle des Lakotas.

## Personnalités arapahos
- Little Raven (vers 1810-1889), artisan de la paix entre les Arapahos, les Cheyennes, les Comanches, les Kiowas et les Apaches au XIXe siècle.
- Pretty Nose (1851-après 1952), cheffe de guerre arapaho connue pour avoir participé à la bataille de Little Bighorn.

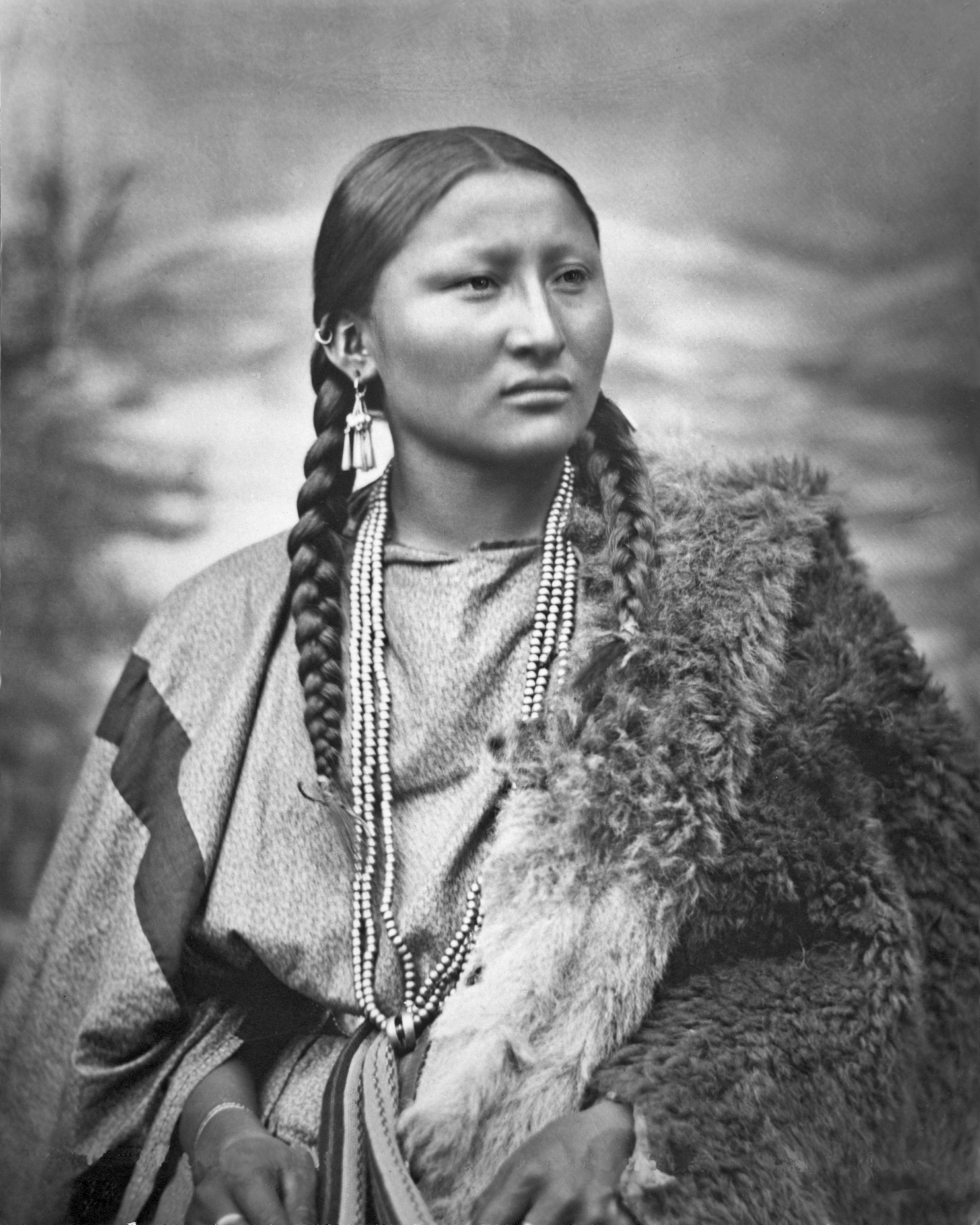
La guerrière Pretty Nose en 1879 par

- Carl Sweezy (1881-1953), peintre arapaho connu pour ses représentations des cérémonies, des danses et des costumes traditionnels.
- Juanita L. Learned (en) (1930-1996), première femme à présider les Cheyennes et Arapahos de l'Oklahoma (en).
- Viola Hatch (en) (1930-2019), membre fondatrice du National Indian Youth Council (en), présidente des Cheyennes et Arapahos de l'Oklahoma en 1994-1995.